# فرودگاه اسپلیت
فرودگاه اسپلیت (به انگلیسی: Split Airport) (به زبان بومی: Split Kaštela/Resnik Airport) یک فرودگاه همگانی حمل و نقل با کد یاتا SPU است که یک باند فرود آسفالت دارد و طول باند آن ۲۵۵۰ متر است. این فرودگاه در شهر اسپلیت کشور کرواسی قرار دارد و در ارتفاع ۲۴ متری از سطح دریا واقع شده است.

## نگارخانه

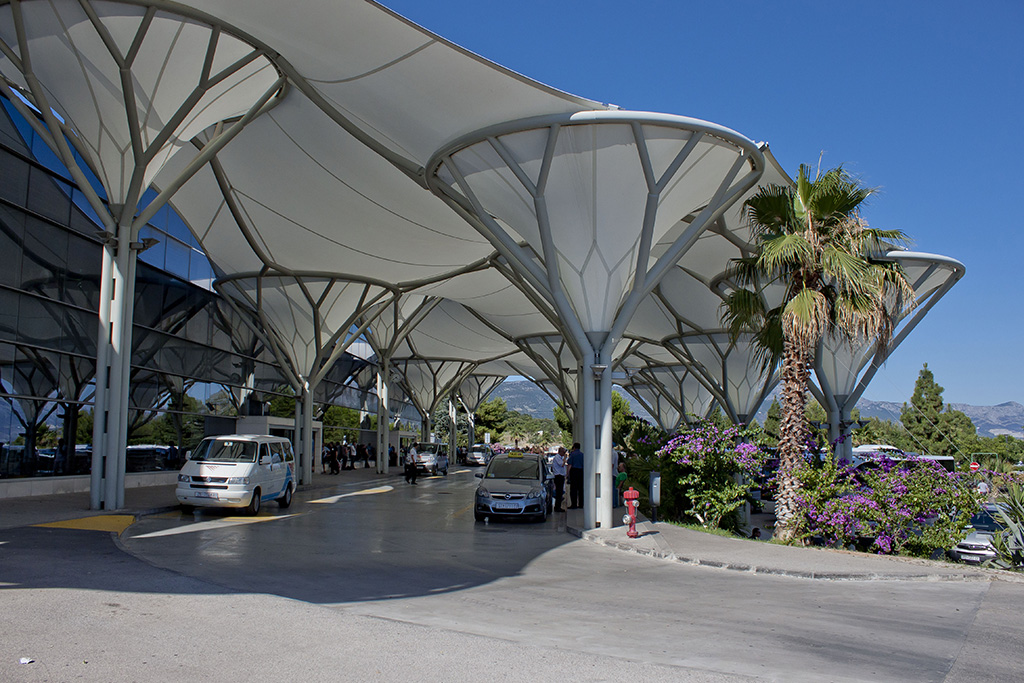
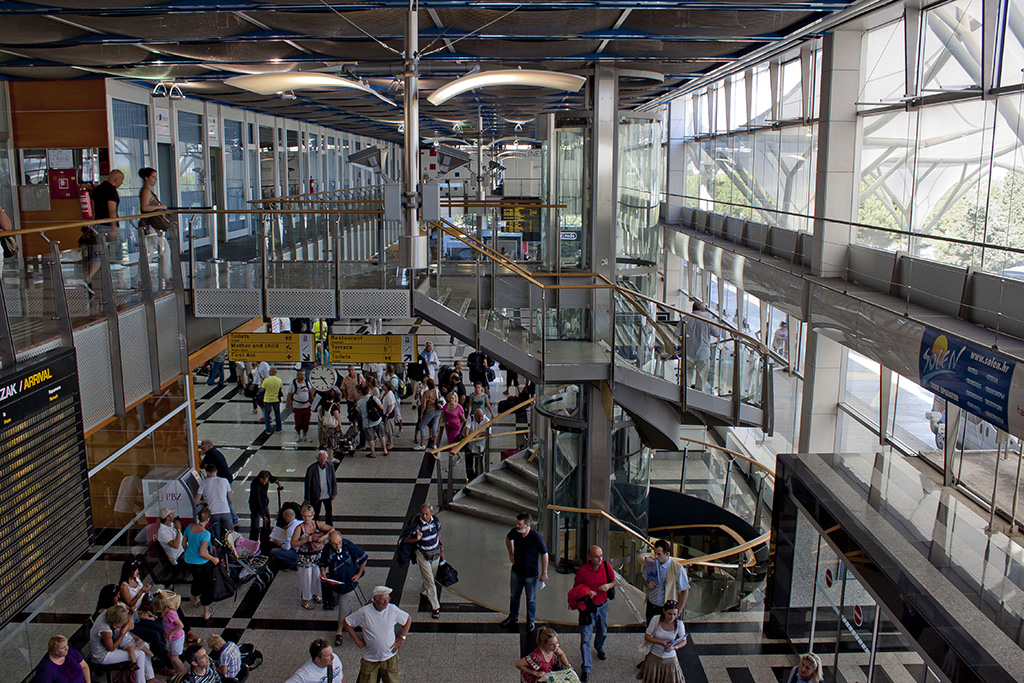
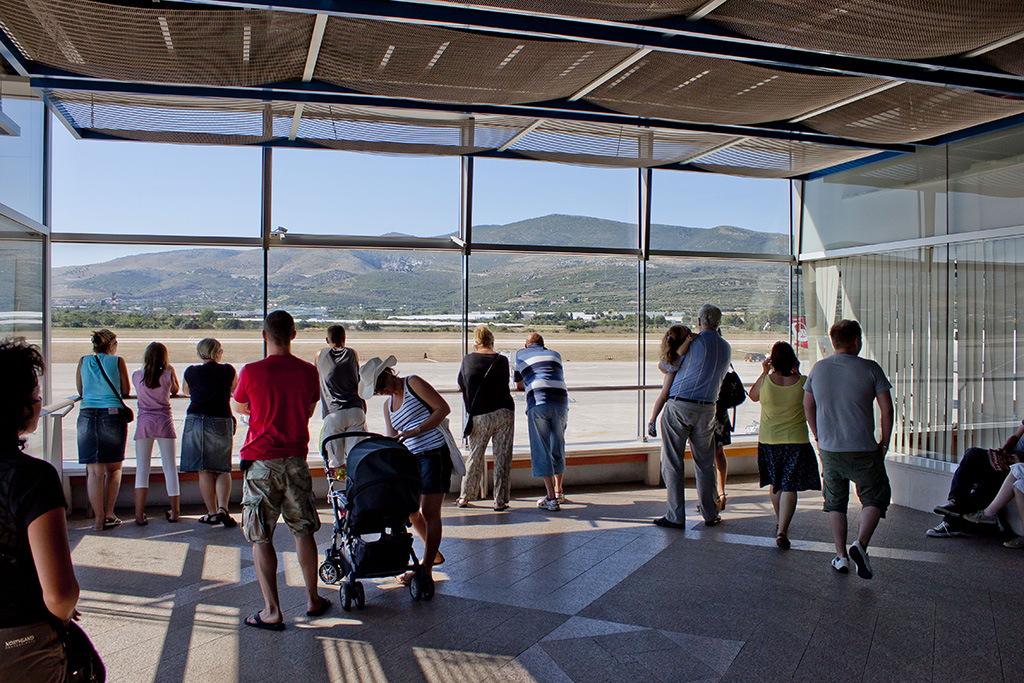
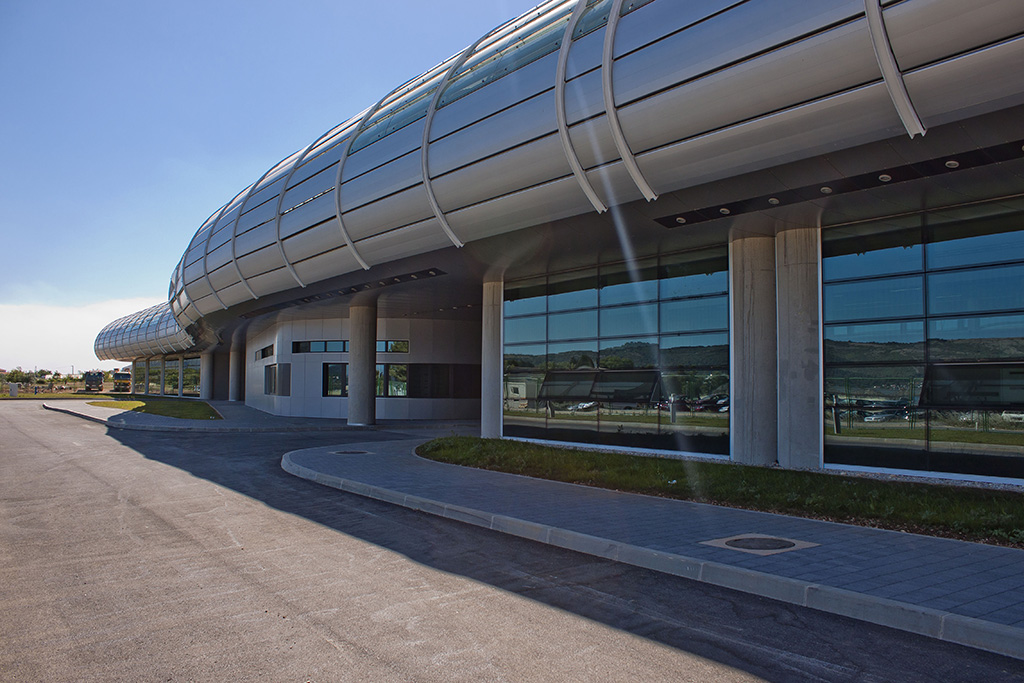
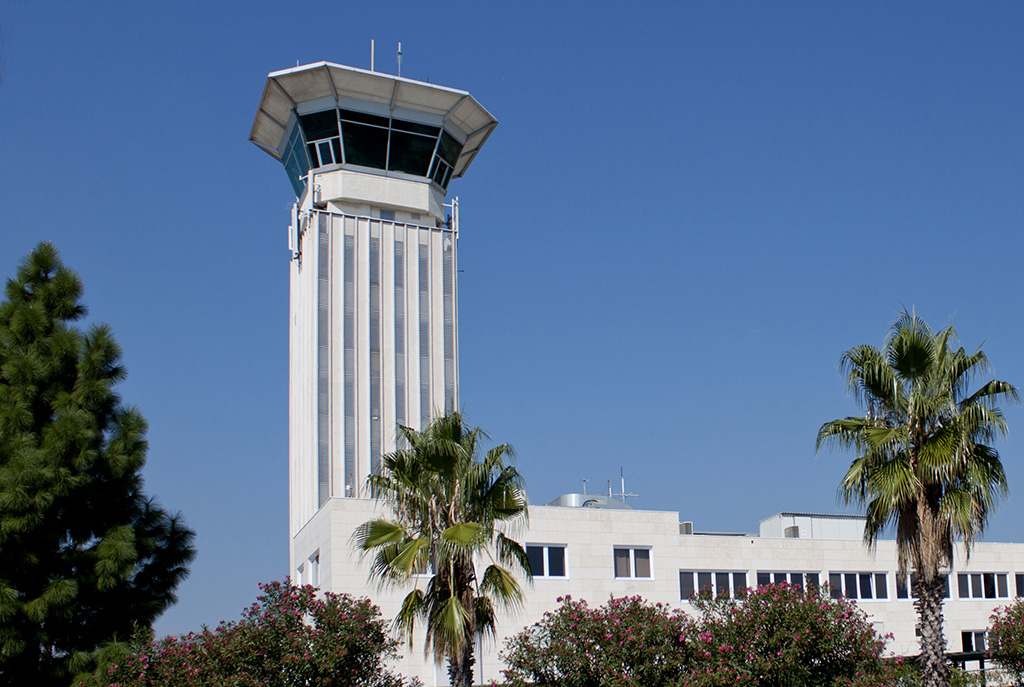
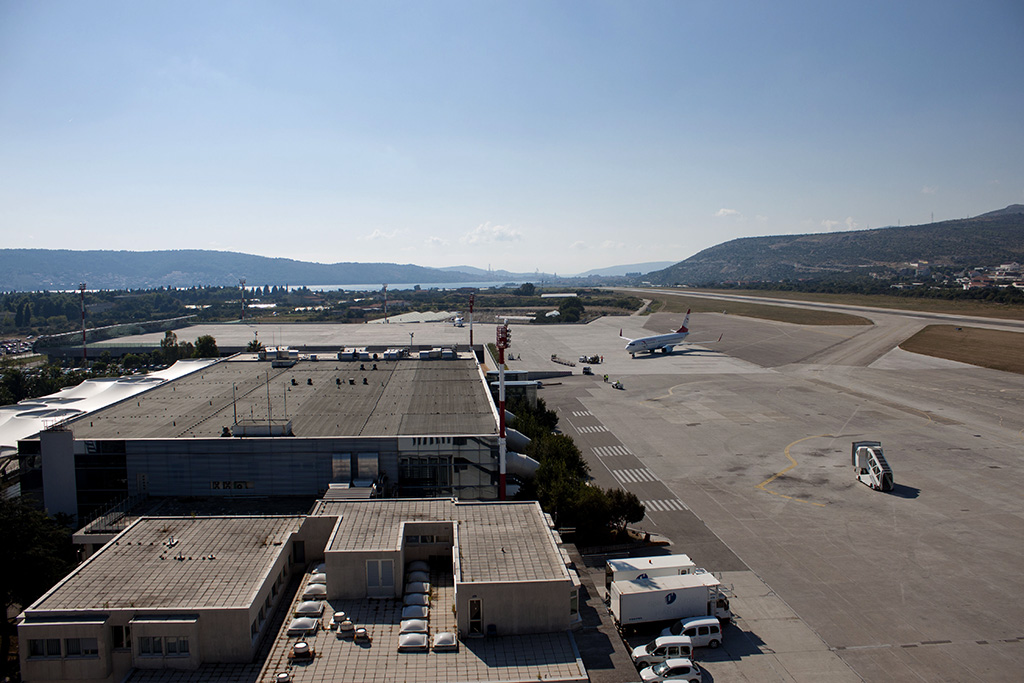
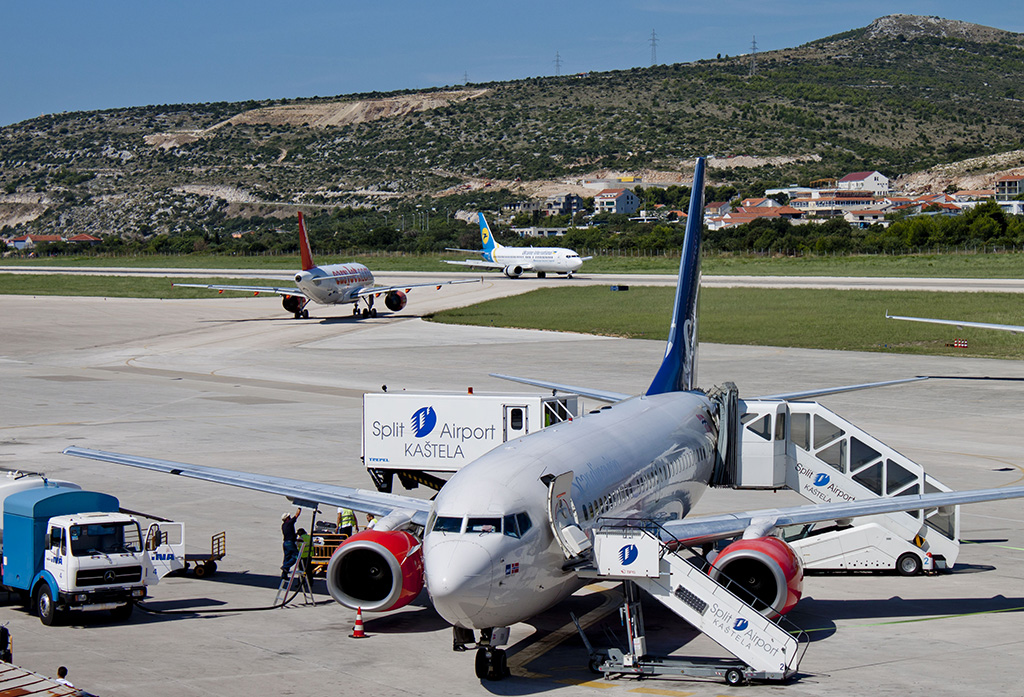
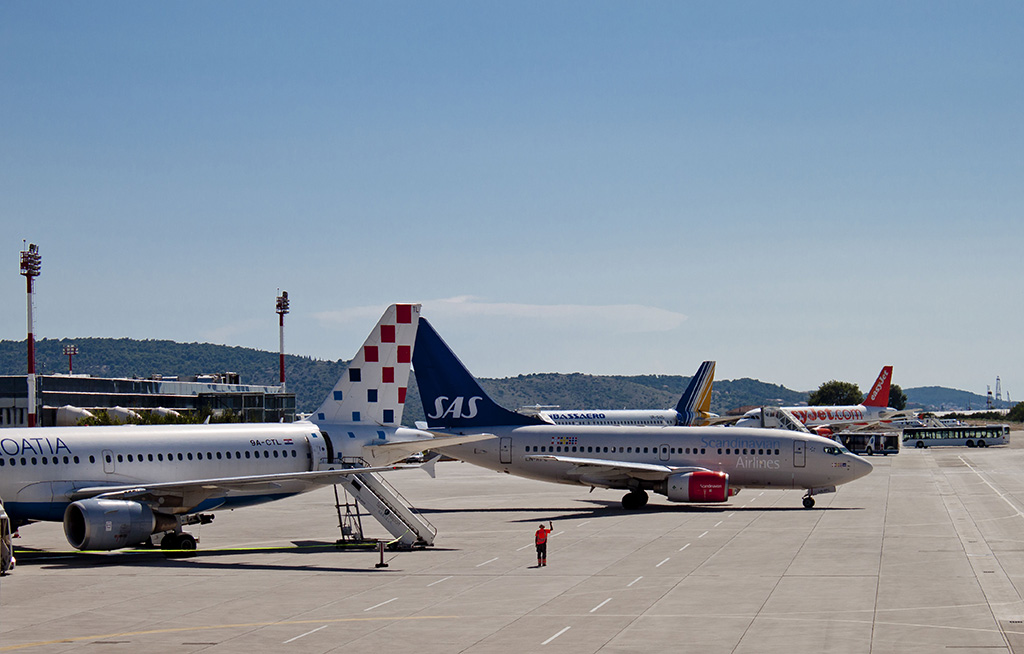
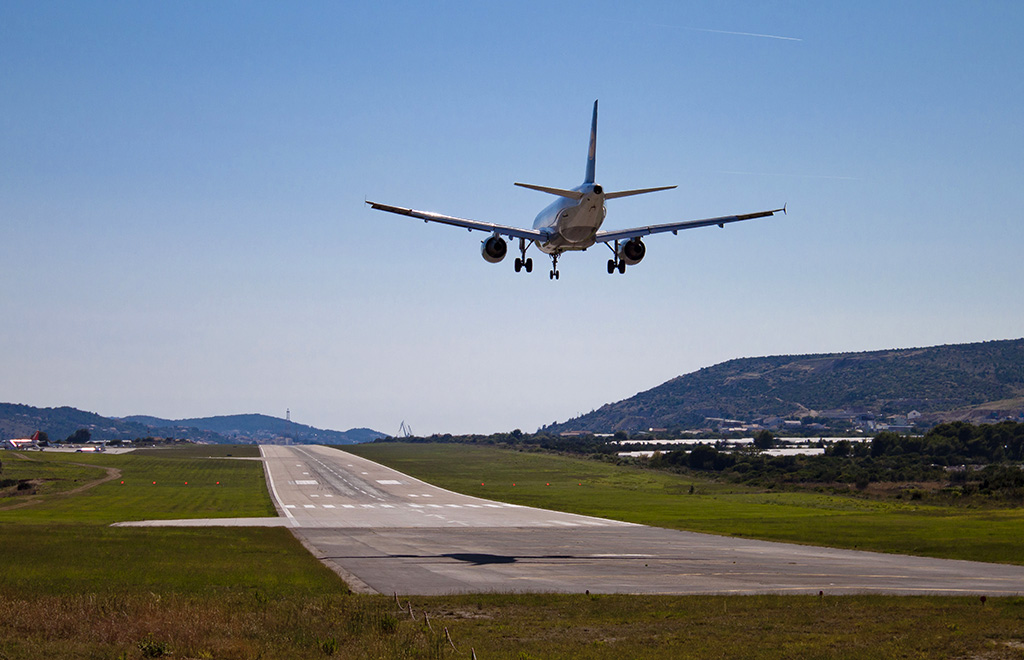
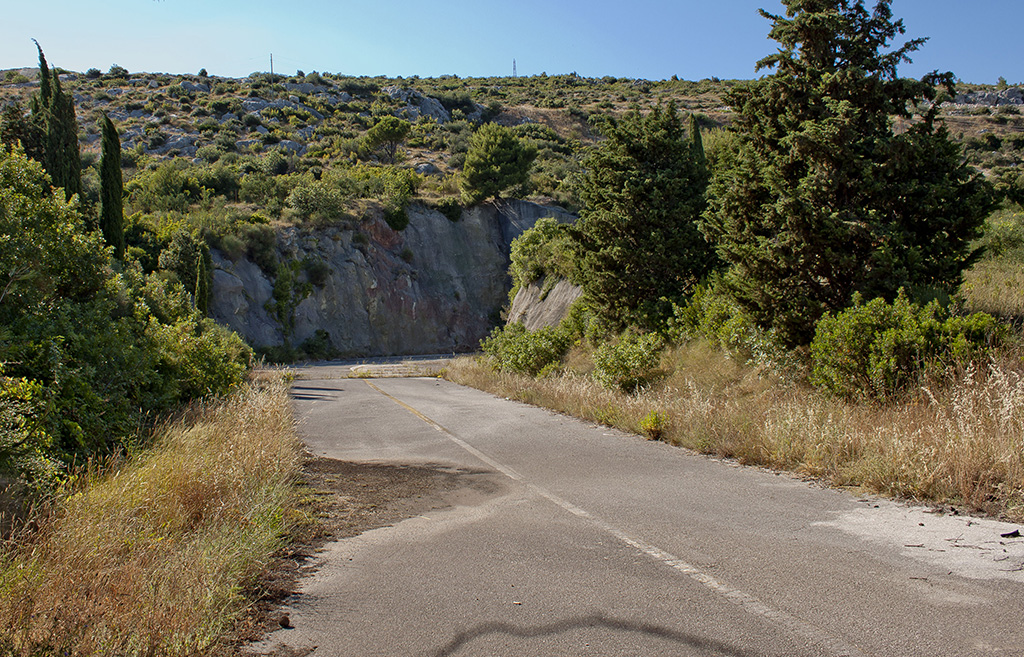

## شرکت‌های هواپیمایی و مقصدهای پروازی

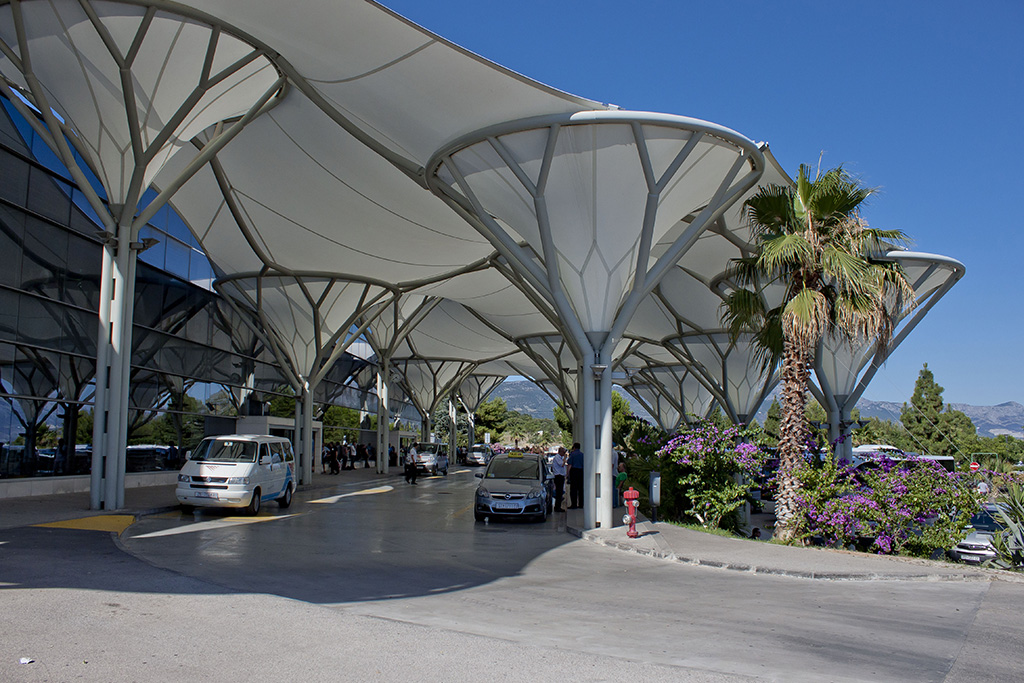
Split Airport terminal entrance

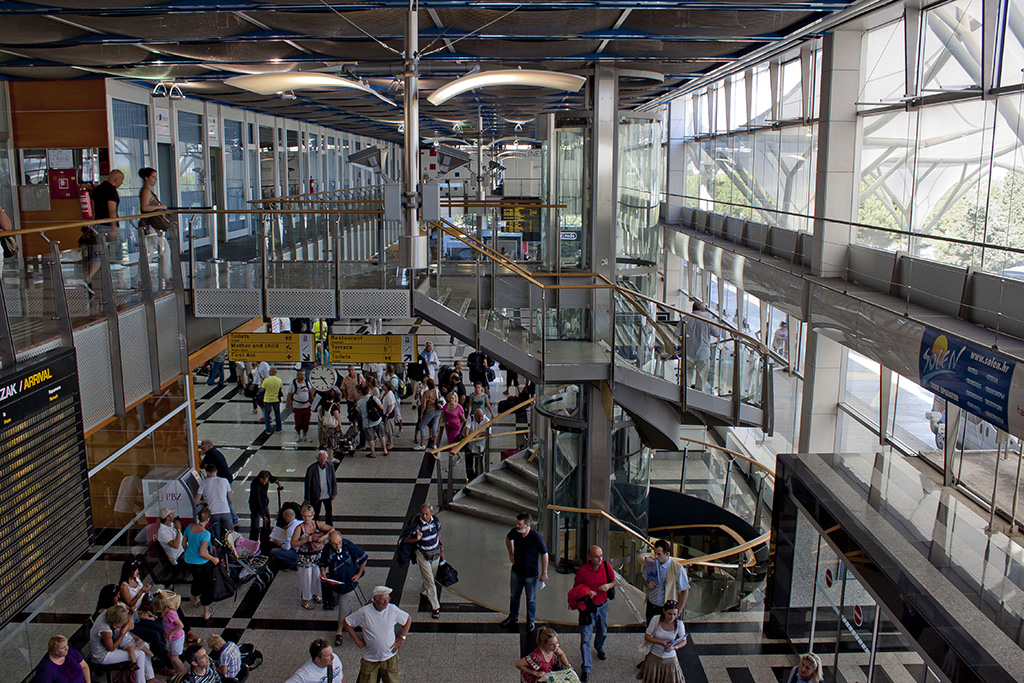
Split Airport terminal interior

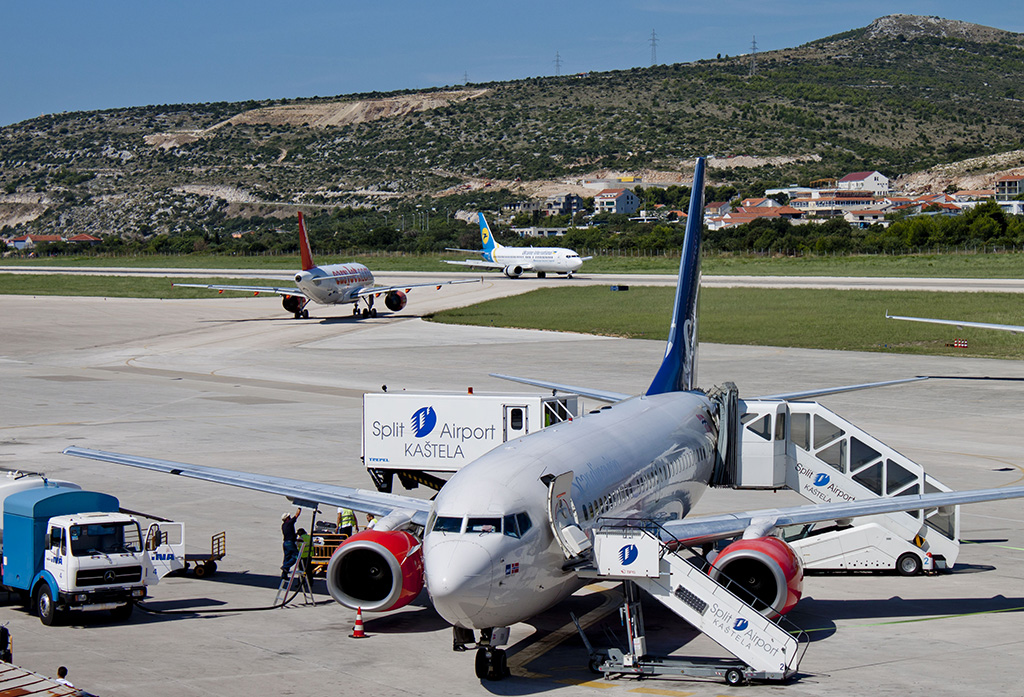
Ground handling at Split Airport

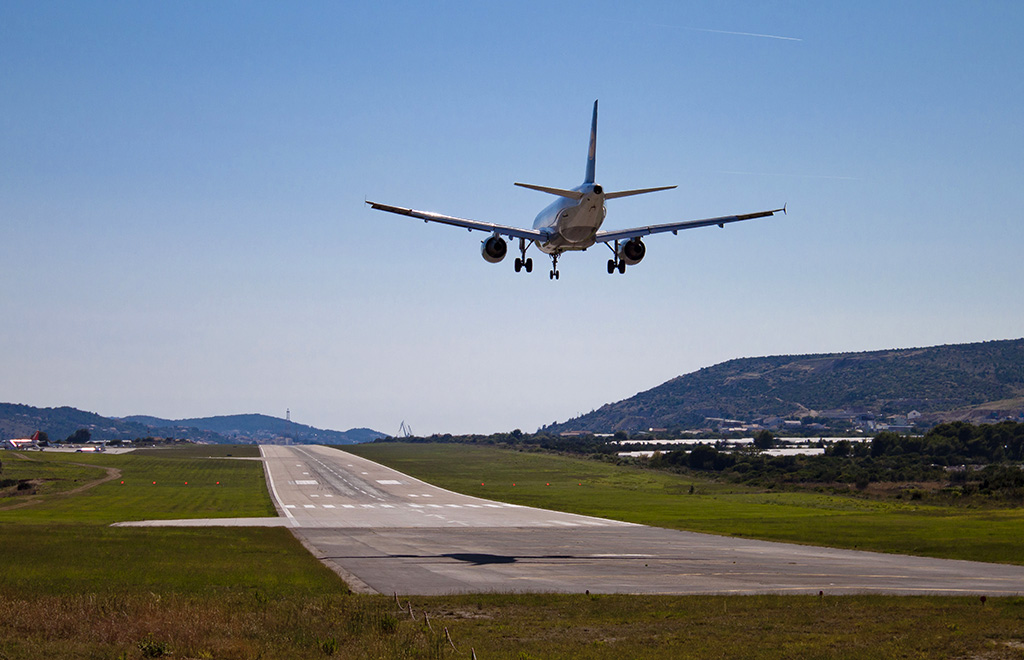
لوفت‌هانزا A319 landing at Split Airport

### Scheduled
| شرکت‌های هواپیمایی                             | مقصدهای پروازی |
| --------------------------------------------- | --- |
| ایجین ایرلاینز                                | فصلی: آتن |
| ایجین ایرلاینز اجرا توسط المپیک ایر           | فصلی: آتن |
| ایر لینگاس                                    | فصلی: دوبلین |
| آئروفلوت                                      | فصلی: شرمتیوو |
| ایر صربیا                                     | فصلی: بلگراد نیکولا تسلا |
| ایربالتیک                                     | فصلی: ریگا (آغاز از ۲۱ مه ۲۰۱۸) |
| آلیتالیا                                      | فصلی: لئوناردو دا وینچی-فیومیچینو |
| Anda Air                                      | فصلی: کیف ژولیانی |
| آسترین ایرلاینز                               | فصلی: وین |
| بریتیش ایرویز                                 | فصلی: هیترو لندن |
| کوندور فلوگدینست                              | فصلی: فرانکفورت |
| هواپیمایی کرواسی                              | فرانکفورت، مونیخ، لئوناردو دا وینچی-فیومیچینو، زاگرب فصلی: آتن، بلگراد نیکولا تسلا، دوبروونیک، برلین تگل، دوسلدورف، ارفورت-وایمار، گاتویک، هیترو لندن، لیون-سینت اگزوپری، اوسیک، شارل دوگل پاریس، اسکندر کبیر اسکوپیه، وین، زوریخ |
| ایزی‌جت                                        | فصلی: اسخیپول آمستردام، بلفاست، برلین شونفلد، بریستول، گلاسگو، هامبورگ، گاتویک، لوتن لندن، استانستد لندن، لیون-سینت اگزوپری، منچستر، میلانو مالپنسا، ناپل، نیوکاسل، شارل دوگل پاریس، اورلی                                        |
| easyJet Switzerland                           | فصلی: بازل-مولوز-فرایبورگ اروپا، ژنو |
| ادلوایس ایر                                   | فصلی: زوریخ |
| یورو وینگز                                    | دوسلدورف فصلی: زالتسبورگ |
| یورو وینگز                                    | مونیخ فصلی: کلن بن |
| یورو وینگز اجرا توسط جرمن‌وینگز                | کلن بن، اشتوتگارت فصلی: برلین تگل، دورتموند، دوسلدورف، هامبورگ، هانوفر |
| فن‌ایر                                         | فصلی: هلسینکی |
| جرمنیا فلوگ                                   | فصلی: زوریخ |
| ایبریا ایرلاین                                | فصلی: مادرید-باراخاس |
| ایبریا ایرلاین اجرا توسط ایر نوستروم          | فصلی: مادرید-باراخاس |
| جت۲.کام                                       | فصلی: بیرمنگام (آغاز از ۶ مه ۲۰۱۸)، ایست میدلند، ادینبرو، لیدز برادفورد، استانستد لندن، منچستر |
| کاال‌ام                                        | فصلی: اسخیپول آمستردام |
| لوفت‌هانزا                                     | فصلی: فرانکفورت، مونیخ |
| لوفت‌هانزا رجینال اجرا توسط لوفت‌هانزا سیتی‌لاین | مونیخ |
| لوت پولیش ایرلاینز                            | فصلی: شوپن ورشو |
| نروجین ایر شاتل                               | فصلی: فلسلند برگن، کپنهاگ، گوتنبرگ-لاندوتر هلسینکی، گاتویک، گاردرموئن اسلو، سولا استاوانگر، استکهلم-آرلاندا، ورنس تروندهایم |
| نوردیکا اجرا توسط لوت پولیش ایرلاینز          | فصلی: لنارت مری تالین |
| هواپیمایی اسکاندیناوی                         | فصلی: ویگرا آلسوند، فلسلند برگن، بیلاند، کپنهاگ، گوتنبرگ-لاندوتر، هلسینکی، کریستیان‌ساند کیویک، گاردرموئن اسلو، سولا استاوانگر، استکهلم-آرلاندا، ورنس تروندهایم                                                                    |
| اسمارت‌وینگز اجرا توسط تراول سرویس ایرلاینز    | فصلی: پراگ رازیون |
| اسمارت‌وینگز اجرا توسط Travel Service Polska   | فصلی: شوپن ورشو |
| سان‌اکسپرس دویچلند                             | فصلی: لایپزیگ/هال |
| Thomas Cook Airlines                          | فصلی: گاتویک (آغاز از ۱۴ مه ۲۰۱۸)، منچستر |
| Thomson Airways                               | فصلی: منچستر |
| ترید ایر اجرا توسط AIS Airlines               | فصلی: دوبروونیک، پولا، رییکا |
| ترانساویا.کام                                 | فصلی: روتردام دی‌هیگ |
| ترنسویا فرانس                                 | فصلی: اورلی |
| TUIfly Belgium                                | فصلی: آنتورپ، لیل |
| هواپیمایی بین‌المللی اوکراین                   | فصلی: بوریسپیل |
| VLM Airlines Slovenia                         | فصلی: ماریبر ادوارد روسجان |
| ولوتی                                         | فصلی: بوردو–مریگناک، مارسی پروانس، نانت آتلانتیک، ونیز مارکو پولو، تولوز-بلانیاک |
| ویولینگ                                       | فصلی: بارسلونا-ال پرات، پره‌تولا، لئوناردو دا وینچی-فیومیچینو |
| Windrose Airlines                             | فصلی: بوریسپیل |
| ویز ایر                                       | فصلی: کاتوویتس، لوتن لندن، شوپن ورشو |

### پروازهای چارتر
| شرکت‌های هواپیمایی                            | مقصدهای پروازی |
| -------------------------------------------- | --- |
| آدریا ایرویز                                 | چارتر فصلی: دالا، هوگسوند، کریستیان‌ساند کیویک                                                                      |
| ای‌اس‌ال ایرلاینز فرانسه                       | چارتر فصلی: لیون-سینت اگزوپری، نانت آتلانتیک، شارل دوگل پاریس                                                      |
| Azur Air (Germany)                           | چارتر فصلی: دوسلدورف                                                                                               |
| هواپیمایی کرواسی                             | چارتر فصلی: ارفورت-وایمار، هارستاد/نارویک اونس، کریستیانسوند کورنبرگت، لولئو، اورنسکولدسویک، آره اوستشوند، کخلفتئا |
| چک ایرلاینز                                  | چارتر فصلی: لئوس جانسیک استراوا                                                                                    |
| Danish Air Transport                         | چارتر فصلی: کپنهاگ                                                                                                 |
| دنیپرواویا                                   | چارتر فصلی: لیو دانیلو هالیتسکی                                                                                    |
| انتر ایر                                     | چارتر فصلی: شوپن ورشو                                                                                              |
| جرمنیا                                       | چارتر فصلی: تولوز-بلانیاک                                                                                          |
| هاپ!                                         | چارتر فصلی: لیون-سینت اگزوپری                                                                                      |
| Jetairfly                                    | چارتر فصلی: دوویل سنت-گیشن، نانت آتلانتیک، شارل دوگل پاریس, تولوز-بلانیاک                                          |
| جت تایم                                      | چارتر فصلی: هلسینکی، استکهلم-آرلاندا                                                                               |
| Medavia                                      | چارتر فصلی: باری، سلرنو کوستا د ملفی                                                                               |
| مریدیانا                                     | چارتر فصلی: ناپل                                                                                                   |
| میسترال ایر                                  | چارتر فصلی: باری، کاتانیا-فونتاناروسا، پالرمو                                                                      |
| نووایر                                       | چارتر فصلی: استکهلم-آرلاندا، گاردرموئن اسلو                                                                        |
| هواپیمایی قشم                                | چارتر فصلی: امام خمینی                                                                                             |
| هواپیمایی اسکاندیناوی                        | چارتر فصلی: ویگرا آلسوند، فلسلند برگن، گاردرموئن اسلو، سولا استاوانگر، ورنس تروندهایم                              |
| سان دور اینترنشنال ایرلاینز اجرا توسط ال عال | چارتر فصلی: بن گوریون                                                                                              |
| Small Planet Airlines                        | چارتر فصلی: مارسی پروانس                                                                                           |
| تاروم                                        | چارتر فصلی: هنری کواندا                                                                                            |
| Thomas Cook Airlines Scandinavia             | چارتر فصلی: گوتنبرگ-لاندوتر، هلسینکی، ورنس تروندهایم                                                               |
| ترنسویا فرانس                                | چارتر فصلی: لیل |
| TUIfly Belgium                               | چارتر فصلی: لیون-سینت اگزوپری                                                                                      |
| تی‌یوآی‌فلای نوردیک                            | چارتر فصلی: هلسینکی                                                                                                |
| Travel Service Polska                        | چارتر فصلی: شوپن ورشو                                                                                              |
| وینگز آو لبنان                               | چارتر فصلی: رفیق حریری بیروت                                                                                       |
| یامال ایرلاینز                               | چارتر فصلی: دوموده‌دوو                                                                                              |